# Ioanna Stamatopoulou

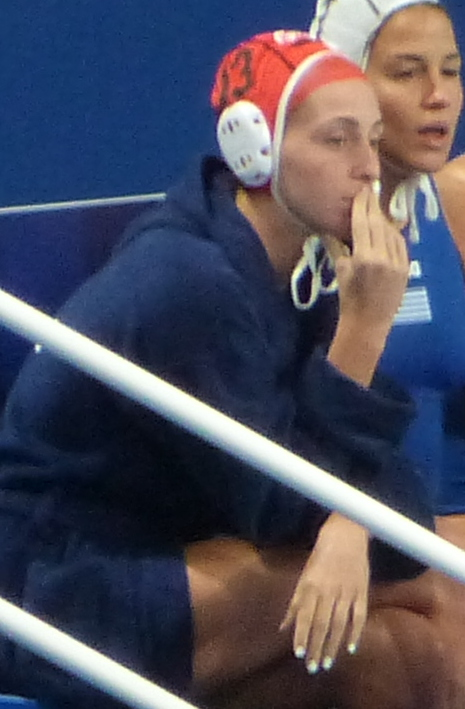
Ioanna Stamatopoulou bei den Olympischen Spielen 2024

Ioanna Stamatopoulou (griechisch Ιωάννα Σταματοπούλου; * 17. Juni 1998 in Marousi) ist eine griechische Wasserballspielerin, die mit der griechischen Nationalmannschaft 2025 Weltmeisterin wurde. Bei Europameisterschaften gewann sie bis 2024 zwei Silbermedaillen und eine Bronzemedaille.

## Sportliche Karriere
Ioanna Stamatopoulou war 2014 Vierte und 2016 Sechste bei der U18-Weltmeisterschaft. 2017 gewann sie mit der griechischen Mannschaft die Silbermedaille bei der U20-Weltmeisterschaft.
Mit der Nationalmannschaft erkämpfte die 1,84 Meter große Torhüterin 2018 die Bronzemedaille bei den Mittelmeerspielen in Tarragona. Bei der Europameisterschaft 2018 in Barcelona besiegten die Griechinnen im Viertelfinale die Russinnen im Penaltyschießen. Im Halbfinale gewannen sie mit 11:9 gegen die Spanierinnen. Das Endspiel gegen die niederländische Mannschaft verloren die Griechinnen mit 4:6. Ioanna Stamatopoulou fungierte als Erstztorhüterin hinter Chrysoula Diamantopoplou und kam nur in zwei Vorrundenspielen zum Einsatz. 2019 verlor die griechische Mannschaft im Viertelfinale der Weltmeisterschaft in Gwangju mit 5:15 und belegte letztlich den achten Platz.
Im Juni 2022 bei der Weltmeisterschaft in Budapest unterlagen die Griechinnen im Viertelfinale den Niederländerinnen mit 7:12 und belegten am Ende den siebten Rang. Zwei Monate später bei der Europameisterschaft in Split besiegten die Griechinnen im Viertelfinale die israelische Mannschaft und im Halbfinale die Italienerinnen. Im Endspiel unterlagen sie den Spanierinnen mit 6:9. 2023 unterlagen die Griechinnen im Viertelfinale der Weltmeisterschaft in Fukuoka den Australierinnen mit 8:9. Nach zwei weiteren Niederlagen in den Platzierungsspielen wurden sie Achte.
Im Januar 2024 war Eindhoven Austragungsort der Europameisterschaft 2024. Chrysoula Diamantopoplou und Ioanna Stamatopoulou bildeten einmal mehr das Torhüterinnengespann. Die Griechinnen unterlagen im Halbfinale den Spanierinnen mit 5:13, das Spiel um Bronze gewannen sie mit 7:6 gegen die italienische Mannschaft. Einen Monat später bei der Weltmeisterschaft in Doha bezwangen die Griechinnen im Viertelfinale die Italienerinnen mit 14:12. Im Halbfinale verloren sie gegen die Ungarinnen im Penaltyschießen und im Spiel um Bronze unterlagen sie den Spanierinnen mit 9:10. Bei den Olympischen Spielen 2024 in Paris verloren die Griechinnen im Viertelfinale mit 6:9 gegen die Australierinnen und belegten am Ende den siebten Rang.
2025 bei der Weltmeisterschaft in Singapur war Diamantopoplou nicht mehr dabei, Ersatztorhüterin hinter Stamatopoulou war Alexia Tzourka. Die Griechinnen besiegten im Viertelfinale die Australierinnen mit 8:7 und im Halbfinale das Team aus den Vereinigten Staaten mit 14:10. Im Endpiel gegen die Ungarinnen siegten die Griechinnen mit 12:9. Stamatopoulou spielte im Endspiel durch und wehrte 14 Würfe der Ungarinnen ab.
Stamatopoulou gewann zahlreiche griechische Meistertitel mit Olympiakos Piräus.